# Petalou
Petalou (griechisch Πεταλού) ist eine unbewohnte Insel im Gebiet der Ionischen Inseln. Sie gehört zu Lefkada und zum Archipel der Tilevoides und liegt 1600 Meter südwestlich von Meganisi und 1300 Meter nordwestlich von Kythros (griechisch Κύθρος Μεγανησίου).